# Hihuliter
Hihuliterna var en finsk väckelserörelse som hade sitt ursprung i læstadianismen.
Rörelsen uppkom i norra Österbotten, spred sig under 1870-talet i norra och östra Finland, men gick tillbaka kring det följande sekelskiftet. Namnet syftar på ropen Hih huh, som var vanliga, då anhängarna var i extas. Eftersom tron ansågs komma genom att man hör, lades huvudvikten på förkunnelsen, medan bibelläsning inte hade någon framträdande roll. Rörelsen var starkt fientlig mot statskyrkan, som ansågs vara Babel, medan de troendes församling uppfattades himmelriket på jorden. Den, som hade fallit ur dopnåden, kunde endast få syndernas förlåtelse och bli "kristen" på nytt genom offentligt skriftermål i de troendes församling och syndaförlåtelse genom handpåläggelse av en av ordets förkunnare. Statskyrkans präster ansågs inte kunna ge syndernas förlåtelse och såväl det skrivna som det av statskyrkans lärare predikade ordet ansågs vara dött och kraftlöst.
Rörelsen beskrevs av Jac Ahrenberg i skriften Hihuliter. En berättelse från östra Finland (1889). Ett av målaren Tyko Sallinens viktigaste verk är den expressionistiska Hihuliterna (1918).